# Правило п’яти (шахи)
Правило п'яти або Правило Шерона — принцип, сформульований у 1927 французьким шаховим композитором Андре Шароном для закінчень виду «тура і пішак проти тури»:
|  | Якщо номер ряду, який займає пішак, і кількість вертикалей, які відокремлюють від нього короля слабшої сторони, в сумі дають число, менш ніж п'ять або дорівнює п'яти, то позиція нічийна; якщо це число більше ніж п'ять, то сильніша сторона виграє. |

Для шахових закінчень зі слоновим або коневим пішаком Андре Шарон запропонував «Правило шести», однак вже у 1936 російський шахіст Микола Григор'єв виявив, що це правило не завжди діє.

## Діаграма 1 (Н. Копаев, 1958)
|   | a                                                                                  | b                                                                                  | c                                                                                  | d                                                                                  | e                                                                                  | f                                                                                  | g                                                                                  | h                                                                                  |   |
| 8 | d8 чорна тура · g5 чорний король · d3 білий пішак · d2 білий король · f1 біла тура | d8 чорна тура · g5 чорний король · d3 білий пішак · d2 білий король · f1 біла тура | d8 чорна тура · g5 чорний король · d3 білий пішак · d2 білий король · f1 біла тура | d8 чорна тура · g5 чорний король · d3 білий пішак · d2 білий король · f1 біла тура | d8 чорна тура · g5 чорний король · d3 білий пішак · d2 білий король · f1 біла тура | d8 чорна тура · g5 чорний король · d3 білий пішак · d2 білий король · f1 біла тура | d8 чорна тура · g5 чорний король · d3 білий пішак · d2 білий король · f1 біла тура | d8 чорна тура · g5 чорний король · d3 білий пішак · d2 білий король · f1 біла тура | 8 |
| 7 | d8 чорна тура · g5 чорний король · d3 білий пішак · d2 білий король · f1 біла тура | d8 чорна тура · g5 чорний король · d3 білий пішак · d2 білий король · f1 біла тура | d8 чорна тура · g5 чорний король · d3 білий пішак · d2 білий король · f1 біла тура | d8 чорна тура · g5 чорний король · d3 білий пішак · d2 білий король · f1 біла тура | d8 чорна тура · g5 чорний король · d3 білий пішак · d2 білий король · f1 біла тура | d8 чорна тура · g5 чорний король · d3 білий пішак · d2 білий король · f1 біла тура | d8 чорна тура · g5 чорний король · d3 білий пішак · d2 білий король · f1 біла тура | d8 чорна тура · g5 чорний король · d3 білий пішак · d2 білий король · f1 біла тура | 7 |
| 6 | d8 чорна тура · g5 чорний король · d3 білий пішак · d2 білий король · f1 біла тура | d8 чорна тура · g5 чорний король · d3 білий пішак · d2 білий король · f1 біла тура | d8 чорна тура · g5 чорний король · d3 білий пішак · d2 білий король · f1 біла тура | d8 чорна тура · g5 чорний король · d3 білий пішак · d2 білий король · f1 біла тура | d8 чорна тура · g5 чорний король · d3 білий пішак · d2 білий король · f1 біла тура | d8 чорна тура · g5 чорний король · d3 білий пішак · d2 білий король · f1 біла тура | d8 чорна тура · g5 чорний король · d3 білий пішак · d2 білий король · f1 біла тура | d8 чорна тура · g5 чорний король · d3 білий пішак · d2 білий король · f1 біла тура | 6 |
| 5 | d8 чорна тура · g5 чорний король · d3 білий пішак · d2 білий король · f1 біла тура | d8 чорна тура · g5 чорний король · d3 білий пішак · d2 білий король · f1 біла тура | d8 чорна тура · g5 чорний король · d3 білий пішак · d2 білий король · f1 біла тура | d8 чорна тура · g5 чорний король · d3 білий пішак · d2 білий король · f1 біла тура | d8 чорна тура · g5 чорний король · d3 білий пішак · d2 білий король · f1 біла тура | d8 чорна тура · g5 чорний король · d3 білий пішак · d2 білий король · f1 біла тура | d8 чорна тура · g5 чорний король · d3 білий пішак · d2 білий король · f1 біла тура | d8 чорна тура · g5 чорний король · d3 білий пішак · d2 білий король · f1 біла тура | 5 |
| 4 | d8 чорна тура · g5 чорний король · d3 білий пішак · d2 білий король · f1 біла тура | d8 чорна тура · g5 чорний король · d3 білий пішак · d2 білий король · f1 біла тура | d8 чорна тура · g5 чорний король · d3 білий пішак · d2 білий король · f1 біла тура | d8 чорна тура · g5 чорний король · d3 білий пішак · d2 білий король · f1 біла тура | d8 чорна тура · g5 чорний король · d3 білий пішак · d2 білий король · f1 біла тура | d8 чорна тура · g5 чорний король · d3 білий пішак · d2 білий король · f1 біла тура | d8 чорна тура · g5 чорний король · d3 білий пішак · d2 білий король · f1 біла тура | d8 чорна тура · g5 чорний король · d3 білий пішак · d2 білий король · f1 біла тура | 4 |
| 3 | d8 чорна тура · g5 чорний король · d3 білий пішак · d2 білий король · f1 біла тура | d8 чорна тура · g5 чорний король · d3 білий пішак · d2 білий король · f1 біла тура | d8 чорна тура · g5 чорний король · d3 білий пішак · d2 білий король · f1 біла тура | d8 чорна тура · g5 чорний король · d3 білий пішак · d2 білий король · f1 біла тура | d8 чорна тура · g5 чорний король · d3 білий пішак · d2 білий король · f1 біла тура | d8 чорна тура · g5 чорний король · d3 білий пішак · d2 білий король · f1 біла тура | d8 чорна тура · g5 чорний король · d3 білий пішак · d2 білий король · f1 біла тура | d8 чорна тура · g5 чорний король · d3 білий пішак · d2 білий король · f1 біла тура | 3 |
| 2 | d8 чорна тура · g5 чорний король · d3 білий пішак · d2 білий король · f1 біла тура | d8 чорна тура · g5 чорний король · d3 білий пішак · d2 білий король · f1 біла тура | d8 чорна тура · g5 чорний король · d3 білий пішак · d2 білий король · f1 біла тура | d8 чорна тура · g5 чорний король · d3 білий пішак · d2 білий король · f1 біла тура | d8 чорна тура · g5 чорний король · d3 білий пішак · d2 білий король · f1 біла тура | d8 чорна тура · g5 чорний король · d3 білий пішак · d2 білий король · f1 біла тура | d8 чорна тура · g5 чорний король · d3 білий пішак · d2 білий король · f1 біла тура | d8 чорна тура · g5 чорний король · d3 білий пішак · d2 білий король · f1 біла тура | 2 |
| 1 | d8 чорна тура · g5 чорний король · d3 білий пішак · d2 білий король · f1 біла тура | d8 чорна тура · g5 чорний король · d3 білий пішак · d2 білий король · f1 біла тура | d8 чорна тура · g5 чорний король · d3 білий пішак · d2 білий король · f1 біла тура | d8 чорна тура · g5 чорний король · d3 білий пішак · d2 білий король · f1 біла тура | d8 чорна тура · g5 чорний король · d3 білий пішак · d2 білий король · f1 біла тура | d8 чорна тура · g5 чорний король · d3 білий пішак · d2 білий король · f1 біла тура | d8 чорна тура · g5 чорний король · d3 білий пішак · d2 білий король · f1 біла тура | d8 чорна тура · g5 чорний король · d3 білий пішак · d2 білий король · f1 біла тура | 1 |
|   | a                                                                                  | b                                                                                  | c                                                                                  | d                                                                                  | e                                                                                  | f                                                                                  | g                                                                                  | h                                                                                  |   |

Отже, пішак стоїть на третій горизонталі, а король відрізаний на дві вертикалі. Згідно з «правилом п'яти» 3 +2 = 5 (Нічия)
1. Kpc3 Tc8+
2. Kpb4 Td8
3. Kpc4 Tc8+
4. Kpb5 Td8
5. Td1 Kpf6
6. d4 Kpc6 (якщо  6. Kpc6  Kpe5)
7. Kpc6 Tc8+ з нічиєю.[1][2]

## Діаграма 2
|   | a                                                                                  | b                                                                                  | c                                                                                  | d                                                                                  | e                                                                                  | f                                                                                  | g                                                                                  | h                                                                                  |   |
| 8 | d8 чорна тура · g5 чорний король · d4 білий пішак · d3 білий король · f1 біла тура | d8 чорна тура · g5 чорний король · d4 білий пішак · d3 білий король · f1 біла тура | d8 чорна тура · g5 чорний король · d4 білий пішак · d3 білий король · f1 біла тура | d8 чорна тура · g5 чорний король · d4 білий пішак · d3 білий король · f1 біла тура | d8 чорна тура · g5 чорний король · d4 білий пішак · d3 білий король · f1 біла тура | d8 чорна тура · g5 чорний король · d4 білий пішак · d3 білий король · f1 біла тура | d8 чорна тура · g5 чорний король · d4 білий пішак · d3 білий король · f1 біла тура | d8 чорна тура · g5 чорний король · d4 білий пішак · d3 білий король · f1 біла тура | 8 |
| 7 | d8 чорна тура · g5 чорний король · d4 білий пішак · d3 білий король · f1 біла тура | d8 чорна тура · g5 чорний король · d4 білий пішак · d3 білий король · f1 біла тура | d8 чорна тура · g5 чорний король · d4 білий пішак · d3 білий король · f1 біла тура | d8 чорна тура · g5 чорний король · d4 білий пішак · d3 білий король · f1 біла тура | d8 чорна тура · g5 чорний король · d4 білий пішак · d3 білий король · f1 біла тура | d8 чорна тура · g5 чорний король · d4 білий пішак · d3 білий король · f1 біла тура | d8 чорна тура · g5 чорний король · d4 білий пішак · d3 білий король · f1 біла тура | d8 чорна тура · g5 чорний король · d4 білий пішак · d3 білий король · f1 біла тура | 7 |
| 6 | d8 чорна тура · g5 чорний король · d4 білий пішак · d3 білий король · f1 біла тура | d8 чорна тура · g5 чорний король · d4 білий пішак · d3 білий король · f1 біла тура | d8 чорна тура · g5 чорний король · d4 білий пішак · d3 білий король · f1 біла тура | d8 чорна тура · g5 чорний король · d4 білий пішак · d3 білий король · f1 біла тура | d8 чорна тура · g5 чорний король · d4 білий пішак · d3 білий король · f1 біла тура | d8 чорна тура · g5 чорний король · d4 білий пішак · d3 білий король · f1 біла тура | d8 чорна тура · g5 чорний король · d4 білий пішак · d3 білий король · f1 біла тура | d8 чорна тура · g5 чорний король · d4 білий пішак · d3 білий король · f1 біла тура | 6 |
| 5 | d8 чорна тура · g5 чорний король · d4 білий пішак · d3 білий король · f1 біла тура | d8 чорна тура · g5 чорний король · d4 білий пішак · d3 білий король · f1 біла тура | d8 чорна тура · g5 чорний король · d4 білий пішак · d3 білий король · f1 біла тура | d8 чорна тура · g5 чорний король · d4 білий пішак · d3 білий король · f1 біла тура | d8 чорна тура · g5 чорний король · d4 білий пішак · d3 білий король · f1 біла тура | d8 чорна тура · g5 чорний король · d4 білий пішак · d3 білий король · f1 біла тура | d8 чорна тура · g5 чорний король · d4 білий пішак · d3 білий король · f1 біла тура | d8 чорна тура · g5 чорний король · d4 білий пішак · d3 білий король · f1 біла тура | 5 |
| 4 | d8 чорна тура · g5 чорний король · d4 білий пішак · d3 білий король · f1 біла тура | d8 чорна тура · g5 чорний король · d4 білий пішак · d3 білий король · f1 біла тура | d8 чорна тура · g5 чорний король · d4 білий пішак · d3 білий король · f1 біла тура | d8 чорна тура · g5 чорний король · d4 білий пішак · d3 білий король · f1 біла тура | d8 чорна тура · g5 чорний король · d4 білий пішак · d3 білий король · f1 біла тура | d8 чорна тура · g5 чорний король · d4 білий пішак · d3 білий король · f1 біла тура | d8 чорна тура · g5 чорний король · d4 білий пішак · d3 білий король · f1 біла тура | d8 чорна тура · g5 чорний король · d4 білий пішак · d3 білий король · f1 біла тура | 4 |
| 3 | d8 чорна тура · g5 чорний король · d4 білий пішак · d3 білий король · f1 біла тура | d8 чорна тура · g5 чорний король · d4 білий пішак · d3 білий король · f1 біла тура | d8 чорна тура · g5 чорний король · d4 білий пішак · d3 білий король · f1 біла тура | d8 чорна тура · g5 чорний король · d4 білий пішак · d3 білий король · f1 біла тура | d8 чорна тура · g5 чорний король · d4 білий пішак · d3 білий король · f1 біла тура | d8 чорна тура · g5 чорний король · d4 білий пішак · d3 білий король · f1 біла тура | d8 чорна тура · g5 чорний король · d4 білий пішак · d3 білий король · f1 біла тура | d8 чорна тура · g5 чорний король · d4 білий пішак · d3 білий король · f1 біла тура | 3 |
| 2 | d8 чорна тура · g5 чорний король · d4 білий пішак · d3 білий король · f1 біла тура | d8 чорна тура · g5 чорний король · d4 білий пішак · d3 білий король · f1 біла тура | d8 чорна тура · g5 чорний король · d4 білий пішак · d3 білий король · f1 біла тура | d8 чорна тура · g5 чорний король · d4 білий пішак · d3 білий король · f1 біла тура | d8 чорна тура · g5 чорний король · d4 білий пішак · d3 білий король · f1 біла тура | d8 чорна тура · g5 чорний король · d4 білий пішак · d3 білий король · f1 біла тура | d8 чорна тура · g5 чорний король · d4 білий пішак · d3 білий король · f1 біла тура | d8 чорна тура · g5 чорний король · d4 білий пішак · d3 білий король · f1 біла тура | 2 |
| 1 | d8 чорна тура · g5 чорний король · d4 білий пішак · d3 білий король · f1 біла тура | d8 чорна тура · g5 чорний король · d4 білий пішак · d3 білий король · f1 біла тура | d8 чорна тура · g5 чорний король · d4 білий пішак · d3 білий король · f1 біла тура | d8 чорна тура · g5 чорний король · d4 білий пішак · d3 білий король · f1 біла тура | d8 чорна тура · g5 чорний король · d4 білий пішак · d3 білий король · f1 біла тура | d8 чорна тура · g5 чорний король · d4 білий пішак · d3 білий король · f1 біла тура | d8 чорна тура · g5 чорний король · d4 білий пішак · d3 білий король · f1 біла тура | d8 чорна тура · g5 чорний король · d4 білий пішак · d3 білий король · f1 біла тура | 1 |
|   | a                                                                                  | b                                                                                  | c                                                                                  | d                                                                                  | e                                                                                  | f                                                                                  | g                                                                                  | h                                                                                  |   |

Ця діаграма відрізняється від першої зсувом пішака і короля на одну горизонталь угору. За «правилом п'яти» білі виграють тому, що сума більше ніж п'ять: 4 + 2 = 6 > 5 (Виграш)
1. Kpc4  Tc8+
2. Kpb5  Td8
3. Kpc5  Tc8+
4. Kpb6  Td8
5. Td1  Kpf6
6. Kpc7!  Td5
7. Kpc6!  Td8
8. d5 з виграшем[1]

## Діаграма 3
|   | a                                                                                  | b                                                                                  | c                                                                                  | d                                                                                  | e                                                                                  | f                                                                                  | g                                                                                  | h                                                                                  |   |
| 8 | d8 чорна тура · h5 чорний король · d3 білий пішак · d2 білий король · g1 біла тура | d8 чорна тура · h5 чорний король · d3 білий пішак · d2 білий король · g1 біла тура | d8 чорна тура · h5 чорний король · d3 білий пішак · d2 білий король · g1 біла тура | d8 чорна тура · h5 чорний король · d3 білий пішак · d2 білий король · g1 біла тура | d8 чорна тура · h5 чорний король · d3 білий пішак · d2 білий король · g1 біла тура | d8 чорна тура · h5 чорний король · d3 білий пішак · d2 білий король · g1 біла тура | d8 чорна тура · h5 чорний король · d3 білий пішак · d2 білий король · g1 біла тура | d8 чорна тура · h5 чорний король · d3 білий пішак · d2 білий король · g1 біла тура | 8 |
| 7 | d8 чорна тура · h5 чорний король · d3 білий пішак · d2 білий король · g1 біла тура | d8 чорна тура · h5 чорний король · d3 білий пішак · d2 білий король · g1 біла тура | d8 чорна тура · h5 чорний король · d3 білий пішак · d2 білий король · g1 біла тура | d8 чорна тура · h5 чорний король · d3 білий пішак · d2 білий король · g1 біла тура | d8 чорна тура · h5 чорний король · d3 білий пішак · d2 білий король · g1 біла тура | d8 чорна тура · h5 чорний король · d3 білий пішак · d2 білий король · g1 біла тура | d8 чорна тура · h5 чорний король · d3 білий пішак · d2 білий король · g1 біла тура | d8 чорна тура · h5 чорний король · d3 білий пішак · d2 білий король · g1 біла тура | 7 |
| 6 | d8 чорна тура · h5 чорний король · d3 білий пішак · d2 білий король · g1 біла тура | d8 чорна тура · h5 чорний король · d3 білий пішак · d2 білий король · g1 біла тура | d8 чорна тура · h5 чорний король · d3 білий пішак · d2 білий король · g1 біла тура | d8 чорна тура · h5 чорний король · d3 білий пішак · d2 білий король · g1 біла тура | d8 чорна тура · h5 чорний король · d3 білий пішак · d2 білий король · g1 біла тура | d8 чорна тура · h5 чорний король · d3 білий пішак · d2 білий король · g1 біла тура | d8 чорна тура · h5 чорний король · d3 білий пішак · d2 білий король · g1 біла тура | d8 чорна тура · h5 чорний король · d3 білий пішак · d2 білий король · g1 біла тура | 6 |
| 5 | d8 чорна тура · h5 чорний король · d3 білий пішак · d2 білий король · g1 біла тура | d8 чорна тура · h5 чорний король · d3 білий пішак · d2 білий король · g1 біла тура | d8 чорна тура · h5 чорний король · d3 білий пішак · d2 білий король · g1 біла тура | d8 чорна тура · h5 чорний король · d3 білий пішак · d2 білий король · g1 біла тура | d8 чорна тура · h5 чорний король · d3 білий пішак · d2 білий король · g1 біла тура | d8 чорна тура · h5 чорний король · d3 білий пішак · d2 білий король · g1 біла тура | d8 чорна тура · h5 чорний король · d3 білий пішак · d2 білий король · g1 біла тура | d8 чорна тура · h5 чорний король · d3 білий пішак · d2 білий король · g1 біла тура | 5 |
| 4 | d8 чорна тура · h5 чорний король · d3 білий пішак · d2 білий король · g1 біла тура | d8 чорна тура · h5 чорний король · d3 білий пішак · d2 білий король · g1 біла тура | d8 чорна тура · h5 чорний король · d3 білий пішак · d2 білий король · g1 біла тура | d8 чорна тура · h5 чорний король · d3 білий пішак · d2 білий король · g1 біла тура | d8 чорна тура · h5 чорний король · d3 білий пішак · d2 білий король · g1 біла тура | d8 чорна тура · h5 чорний король · d3 білий пішак · d2 білий король · g1 біла тура | d8 чорна тура · h5 чорний король · d3 білий пішак · d2 білий король · g1 біла тура | d8 чорна тура · h5 чорний король · d3 білий пішак · d2 білий король · g1 біла тура | 4 |
| 3 | d8 чорна тура · h5 чорний король · d3 білий пішак · d2 білий король · g1 біла тура | d8 чорна тура · h5 чорний король · d3 білий пішак · d2 білий король · g1 біла тура | d8 чорна тура · h5 чорний король · d3 білий пішак · d2 білий король · g1 біла тура | d8 чорна тура · h5 чорний король · d3 білий пішак · d2 білий король · g1 біла тура | d8 чорна тура · h5 чорний король · d3 білий пішак · d2 білий король · g1 біла тура | d8 чорна тура · h5 чорний король · d3 білий пішак · d2 білий король · g1 біла тура | d8 чорна тура · h5 чорний король · d3 білий пішак · d2 білий король · g1 біла тура | d8 чорна тура · h5 чорний король · d3 білий пішак · d2 білий король · g1 біла тура | 3 |
| 2 | d8 чорна тура · h5 чорний король · d3 білий пішак · d2 білий король · g1 біла тура | d8 чорна тура · h5 чорний король · d3 білий пішак · d2 білий король · g1 біла тура | d8 чорна тура · h5 чорний король · d3 білий пішак · d2 білий король · g1 біла тура | d8 чорна тура · h5 чорний король · d3 білий пішак · d2 білий король · g1 біла тура | d8 чорна тура · h5 чорний король · d3 білий пішак · d2 білий король · g1 біла тура | d8 чорна тура · h5 чорний король · d3 білий пішак · d2 білий король · g1 біла тура | d8 чорна тура · h5 чорний король · d3 білий пішак · d2 білий король · g1 біла тура | d8 чорна тура · h5 чорний король · d3 білий пішак · d2 білий король · g1 біла тура | 2 |
| 1 | d8 чорна тура · h5 чорний король · d3 білий пішак · d2 білий король · g1 біла тура | d8 чорна тура · h5 чорний король · d3 білий пішак · d2 білий король · g1 біла тура | d8 чорна тура · h5 чорний король · d3 білий пішак · d2 білий король · g1 біла тура | d8 чорна тура · h5 чорний король · d3 білий пішак · d2 білий король · g1 біла тура | d8 чорна тура · h5 чорний король · d3 білий пішак · d2 білий король · g1 біла тура | d8 чорна тура · h5 чорний король · d3 білий пішак · d2 білий король · g1 біла тура | d8 чорна тура · h5 чорний король · d3 білий пішак · d2 білий король · g1 біла тура | d8 чорна тура · h5 чорний король · d3 білий пішак · d2 білий король · g1 біла тура | 1 |
|   | a                                                                                  | b                                                                                  | c                                                                                  | d                                                                                  | e                                                                                  | f                                                                                  | g                                                                                  | h                                                                                  |   |

Позиція відрізняється від діаграми 1 зсувом чорного короля і тури вправо на одну вертикаль. Тут чорний король відрізаний від пішака на три вертикалі. За «правилом п'яти» 3 + 3 = 6 > 5 (Виграш)
1. Kpc3 Tc8+
2. Kpd4 Td8+
3. Kpe4 Te8+
4. Kpf5 Tf8+
5. Kpe6 Td8
6. Td1 Td4
7. Kpe5 Td8
8. d4 з виграшем[1]

## Діаграма 4
|   | a                                                                                  | b                                                                                  | c                                                                                  | d                                                                                  | e                                                                                  | f                                                                                  | g                                                                                  | h                                                                                  |   |
| 8 | c8 чорна тура · f4 чорний король · c3 білий пішак · c2 білий король · e1 біла тура | c8 чорна тура · f4 чорний король · c3 білий пішак · c2 білий король · e1 біла тура | c8 чорна тура · f4 чорний король · c3 білий пішак · c2 білий король · e1 біла тура | c8 чорна тура · f4 чорний король · c3 білий пішак · c2 білий король · e1 біла тура | c8 чорна тура · f4 чорний король · c3 білий пішак · c2 білий король · e1 біла тура | c8 чорна тура · f4 чорний король · c3 білий пішак · c2 білий король · e1 біла тура | c8 чорна тура · f4 чорний король · c3 білий пішак · c2 білий король · e1 біла тура | c8 чорна тура · f4 чорний король · c3 білий пішак · c2 білий король · e1 біла тура | 8 |
| 7 | c8 чорна тура · f4 чорний король · c3 білий пішак · c2 білий король · e1 біла тура | c8 чорна тура · f4 чорний король · c3 білий пішак · c2 білий король · e1 біла тура | c8 чорна тура · f4 чорний король · c3 білий пішак · c2 білий король · e1 біла тура | c8 чорна тура · f4 чорний король · c3 білий пішак · c2 білий король · e1 біла тура | c8 чорна тура · f4 чорний король · c3 білий пішак · c2 білий король · e1 біла тура | c8 чорна тура · f4 чорний король · c3 білий пішак · c2 білий король · e1 біла тура | c8 чорна тура · f4 чорний король · c3 білий пішак · c2 білий король · e1 біла тура | c8 чорна тура · f4 чорний король · c3 білий пішак · c2 білий король · e1 біла тура | 7 |
| 6 | c8 чорна тура · f4 чорний король · c3 білий пішак · c2 білий король · e1 біла тура | c8 чорна тура · f4 чорний король · c3 білий пішак · c2 білий король · e1 біла тура | c8 чорна тура · f4 чорний король · c3 білий пішак · c2 білий король · e1 біла тура | c8 чорна тура · f4 чорний король · c3 білий пішак · c2 білий король · e1 біла тура | c8 чорна тура · f4 чорний король · c3 білий пішак · c2 білий король · e1 біла тура | c8 чорна тура · f4 чорний король · c3 білий пішак · c2 білий король · e1 біла тура | c8 чорна тура · f4 чорний король · c3 білий пішак · c2 білий король · e1 біла тура | c8 чорна тура · f4 чорний король · c3 білий пішак · c2 білий король · e1 біла тура | 6 |
| 5 | c8 чорна тура · f4 чорний король · c3 білий пішак · c2 білий король · e1 біла тура | c8 чорна тура · f4 чорний король · c3 білий пішак · c2 білий король · e1 біла тура | c8 чорна тура · f4 чорний король · c3 білий пішак · c2 білий король · e1 біла тура | c8 чорна тура · f4 чорний король · c3 білий пішак · c2 білий король · e1 біла тура | c8 чорна тура · f4 чорний король · c3 білий пішак · c2 білий король · e1 біла тура | c8 чорна тура · f4 чорний король · c3 білий пішак · c2 білий король · e1 біла тура | c8 чорна тура · f4 чорний король · c3 білий пішак · c2 білий король · e1 біла тура | c8 чорна тура · f4 чорний король · c3 білий пішак · c2 білий король · e1 біла тура | 5 |
| 4 | c8 чорна тура · f4 чорний король · c3 білий пішак · c2 білий король · e1 біла тура | c8 чорна тура · f4 чорний король · c3 білий пішак · c2 білий король · e1 біла тура | c8 чорна тура · f4 чорний король · c3 білий пішак · c2 білий король · e1 біла тура | c8 чорна тура · f4 чорний король · c3 білий пішак · c2 білий король · e1 біла тура | c8 чорна тура · f4 чорний король · c3 білий пішак · c2 білий король · e1 біла тура | c8 чорна тура · f4 чорний король · c3 білий пішак · c2 білий король · e1 біла тура | c8 чорна тура · f4 чорний король · c3 білий пішак · c2 білий король · e1 біла тура | c8 чорна тура · f4 чорний король · c3 білий пішак · c2 білий король · e1 біла тура | 4 |
| 3 | c8 чорна тура · f4 чорний король · c3 білий пішак · c2 білий король · e1 біла тура | c8 чорна тура · f4 чорний король · c3 білий пішак · c2 білий король · e1 біла тура | c8 чорна тура · f4 чорний король · c3 білий пішак · c2 білий король · e1 біла тура | c8 чорна тура · f4 чорний король · c3 білий пішак · c2 білий король · e1 біла тура | c8 чорна тура · f4 чорний король · c3 білий пішак · c2 білий король · e1 біла тура | c8 чорна тура · f4 чорний король · c3 білий пішак · c2 білий король · e1 біла тура | c8 чорна тура · f4 чорний король · c3 білий пішак · c2 білий король · e1 біла тура | c8 чорна тура · f4 чорний король · c3 білий пішак · c2 білий король · e1 біла тура | 3 |
| 2 | c8 чорна тура · f4 чорний король · c3 білий пішак · c2 білий король · e1 біла тура | c8 чорна тура · f4 чорний король · c3 білий пішак · c2 білий король · e1 біла тура | c8 чорна тура · f4 чорний король · c3 білий пішак · c2 білий король · e1 біла тура | c8 чорна тура · f4 чорний король · c3 білий пішак · c2 білий король · e1 біла тура | c8 чорна тура · f4 чорний король · c3 білий пішак · c2 білий король · e1 біла тура | c8 чорна тура · f4 чорний король · c3 білий пішак · c2 білий король · e1 біла тура | c8 чорна тура · f4 чорний король · c3 білий пішак · c2 білий король · e1 біла тура | c8 чорна тура · f4 чорний король · c3 білий пішак · c2 білий король · e1 біла тура | 2 |
| 1 | c8 чорна тура · f4 чорний король · c3 білий пішак · c2 білий король · e1 біла тура | c8 чорна тура · f4 чорний король · c3 білий пішак · c2 білий король · e1 біла тура | c8 чорна тура · f4 чорний король · c3 білий пішак · c2 білий король · e1 біла тура | c8 чорна тура · f4 чорний король · c3 білий пішак · c2 білий король · e1 біла тура | c8 чорна тура · f4 чорний король · c3 білий пішак · c2 білий король · e1 біла тура | c8 чорна тура · f4 чорний король · c3 білий пішак · c2 білий король · e1 біла тура | c8 чорна тура · f4 чорний король · c3 білий пішак · c2 білий король · e1 біла тура | c8 чорна тура · f4 чорний король · c3 білий пішак · c2 білий король · e1 біла тура | 1 |
|   | a                                                                                  | b                                                                                  | c                                                                                  | d                                                                                  | e                                                                                  | f                                                                                  | g                                                                                  | h                                                                                  |   |

«Правило п'яти» можна застосувати та для положень зі слоновим або коневим пішаком (діаграма 4). Згідно з «правилом п'яти» 3 +2 = 5 (Нічия)
1. Kpb3 Tb8+
2. Kpa4 Tc8
3. Kpb4 Tb8+
4. Kpa5 Tc8
5. Tc1 Kpe3
6. c4 Kpd2 нічия

або
1. Te6 Kpf5
2. Tb6 Kpe5
3. Kpb3 Kpd5 з нічиєю.[1]

Результат також не зміниться, якщо фігури в останній позиції змістити на одну вертикаль вліво або вправо.